# Église Sainte-Jeanne-d'Arc de Rouen
Pour les articles homonymes, voir Église Sainte-Jeanne-d'Arc.
L'église Sainte-Jeanne-d'Arc est un lieu de culte catholique dans le centre-ville de Rouen, sur la place du Vieux-Marché.

## Historique
L'église Sainte-Jeanne-d'Arc, ainsi que les halles du marché, ont été édifiées sur les plans de l'architecte Louis Arretche. Cette église à l'architecture audacieuse permet d'admirer les vitraux du chœur de l'ancienne église Saint-Vincent, située jadis en bas de la rue Jeanne-d'Arc et détruite en 1944. Son aspect évoque à la fois un bateau viking et un poisson.
Elle est consacrée le 29 avril 1979 par monseigneur Pailler, monseigneur Duval et monseigneur Badré. Elle est inaugurée le 27 mai 1979 par Valéry Giscard d'Estaing, président de la République.
L'église fait l’objet d’une inscription au titre des monuments historiques depuis le 30 octobre 2002.

## Vitraux
On peut y voir 13 verrières du XVIe siècle, réalisées en 1520-1530, enchâssées dans le mur nord de l'église, provenant du chœur de l'ancienne église Saint-Vincent. Ces verrières avaient été mises à l'abri par le Service des Monuments historiques en 1939. Trois d'entre elles proviennent des ateliers Leprince de Beauvais. Les autres sont réalisées par divers peintres verriers, œuvres de l'« atelier rouennais », marqués par l'influence d'Arnoult de Nimègue.
Liste des vitraux :

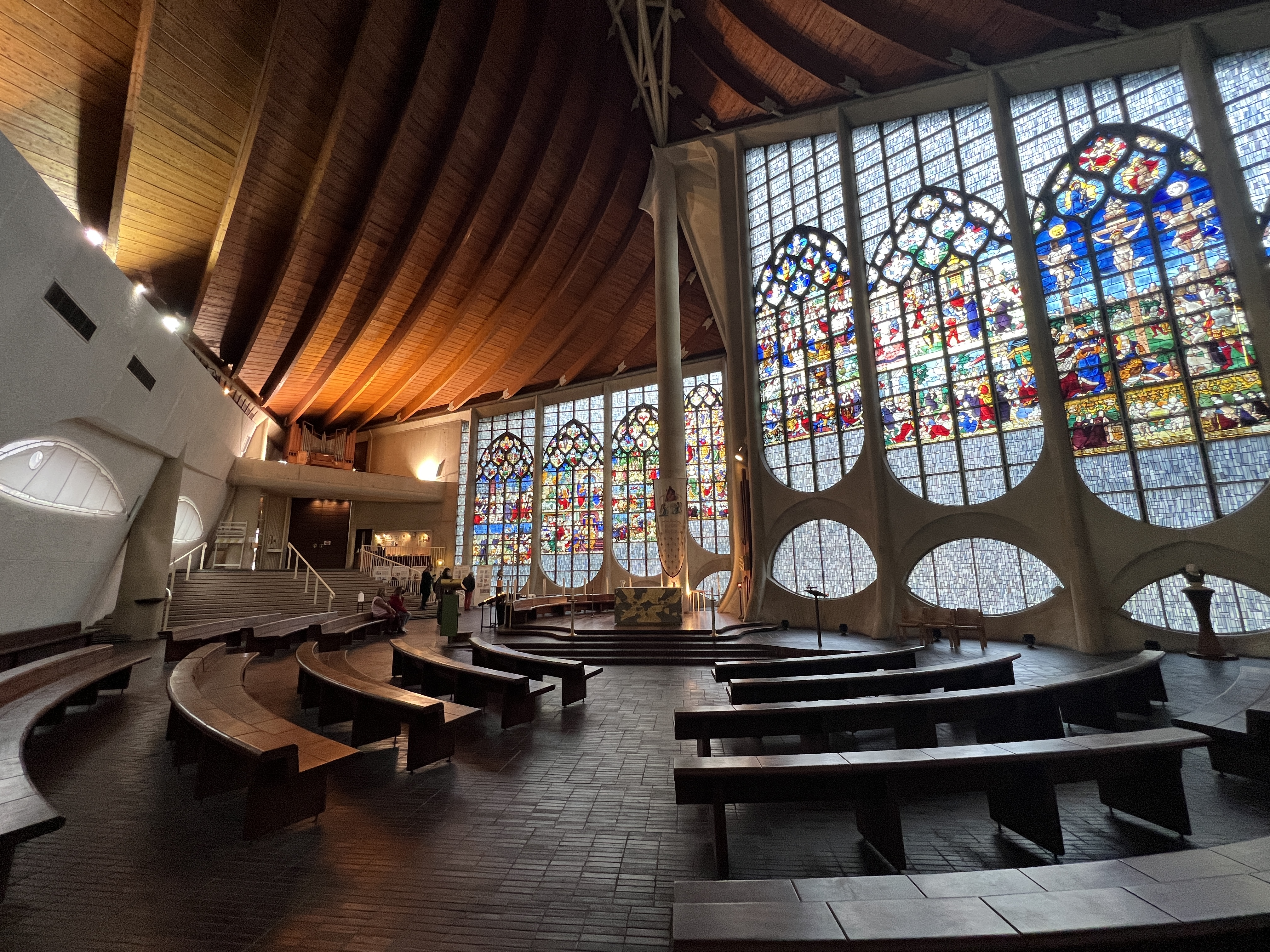
Intérieur de l'église.

1. Verrière de la Vie de saint Pierre, 1520-1530, don des Boyvin, seigneurs de Bonnetot ;
2. Verrière de Sainte Anne, 1520-1530, œuvre de Jean Le Vieil et probablement offerte par la confrérie de Compostelle ;
3. Verrière du Triomphe de la Vierge ou vitrail des Chars, commandée en 1515 et réalisée vers 1522, œuvre de Jean et Engrand Le Prince ;
4. Verrière de l'Arbre de sainte Anne, 1520-1530 ;
5. Verrière de la Vie de saint Jean-Baptiste, réalisée en 1526, œuvre d'Engrand Le Prince ;
6. Verrière des Œuvres de Miséricorde, réalisée en 1520-1530, œuvre d'Engrand et peut-être de Jean Le Prince ;
7. Verrière de Saint Antoine de Padoue, 1520-1530, seule verrière uniquement en grisaille et jaune d'argent ;
8. Verrière des Saints, 1520-1530 ;
9. Verrière de l'Enfance et de la Vie publique du Christ, 1520-1530, don des Le Roux de Bourgtheroulde ;
10. Verrière de la Passion, 1520-1530 ;
11. Verrière de la Crucifixion, 1520-1530, ancienne verrière axiale de l'église Saint-Vincent ;
12. Verrière de la Vie glorieuse du Christ, 1520-1530 ;
13. Verrière du martyre de saint Vincent, 1520-1530, don des Le Roux, seigneurs de l'Esprevier.

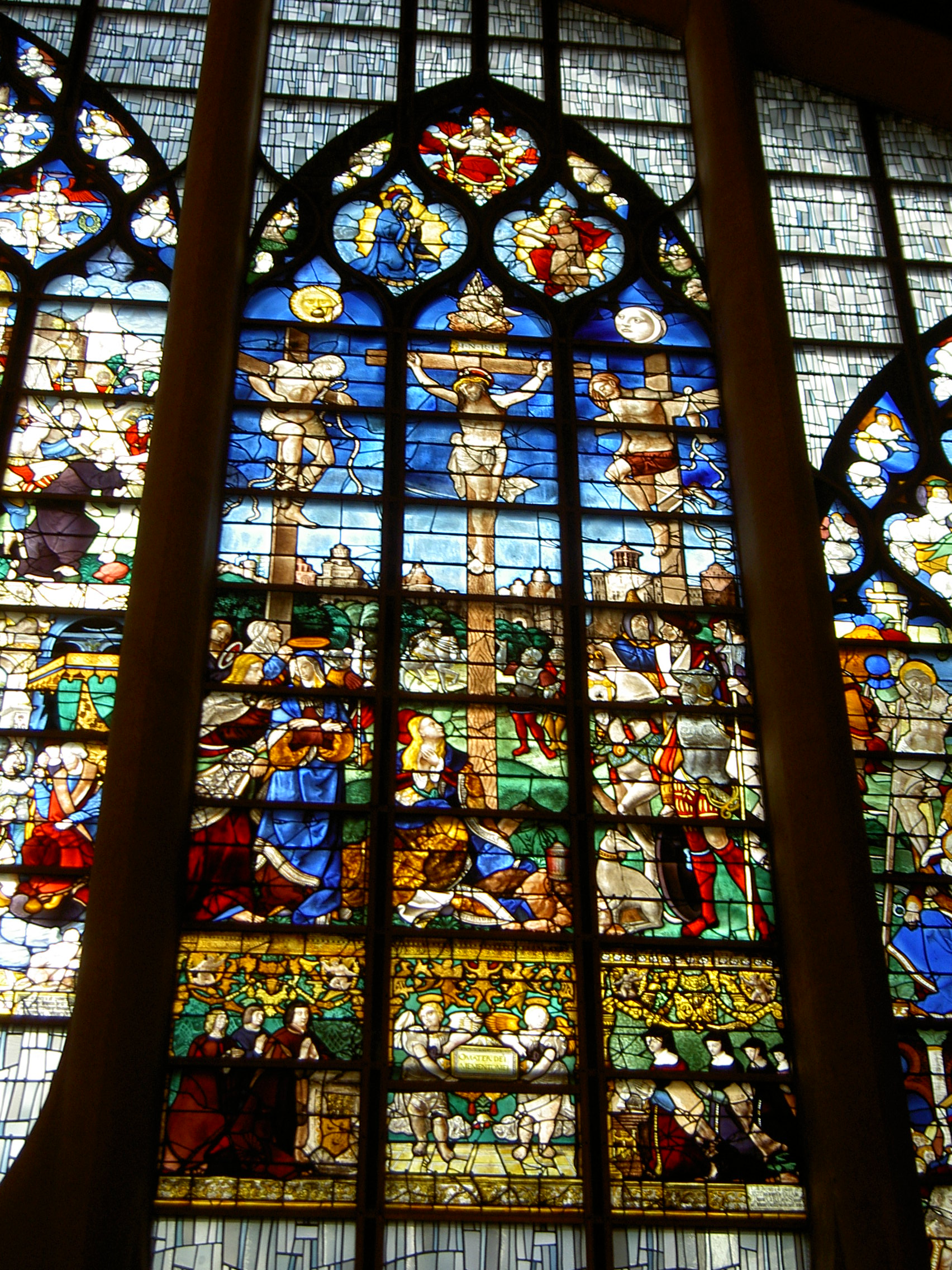
Vitrail de la Crucifixion, 1520-1530.
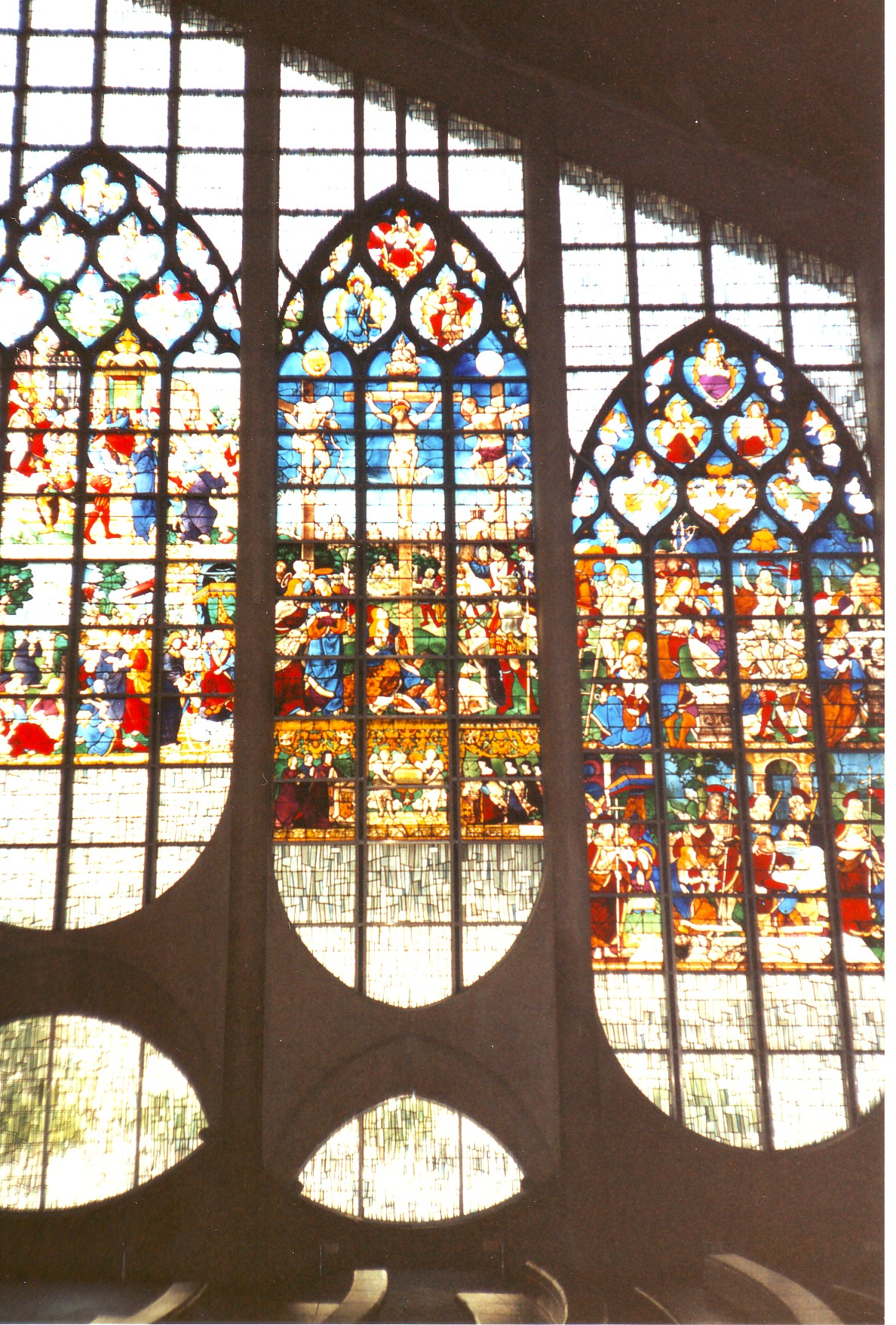
Vitrail.